# Вичинале деле Фаете (Рим)
Вичинале деле Фаете је насеље у Италији у округу Рим, региону Лацио.
Према процени из 2011. у насељу је живело 19 становника. Насеље се налази на надморској висини од 769 м.